# Жамангулов, Акылбек Жекшенович
Акылбек Жекшенович Жамангулов (род. 24 октября 1988, Кемин, Киргизская ССР)  — политический деятель Кыргызстана, депутат Жогорку Кенеша Кыргызской Республики VI созыва.

## Биография
Акылбек Жекшенович Жамангулов родился 24 октября 1988 года в городе Кемин Киргизской ССР

### Образование
- 2011 —  2013 гг. — Кыргызская государственная юридическая академия при Правительстве Кыргызской Республики, (Уголовное право),  Дипломатическая Академия Министерства Иностранных Дел Кыргызской Республики им. К.Дикамбаева. (Международные отношения).[7]
- 2005 —  2010 гг. — Кыргызско-Российский Славянский университет, Экономический факультет, (Финансы и кредит).

### Политическая карьера
С октября 2015 года — Депутат Жогорку Кенеша VI созыва от партии "Республика — Ата-Журт". Член Комитета ЖК по международным делам, обороне и безопасности.
При расследование коррупционного дела по ТЭЦ города Бишкек он сравнил разницу закупленную государством плоскогубцы за 600 долларов, и на базаре 250 сомов.
С 2017 года — Председатель Молодёжной межпарламентской ассамблеи СНГ.
В октябре 2018 года  назначен генеральным директором ЗАО "Альфа Телеком" (Мегаком).

### Трудовая деятельность
- 2005 — 2006 гг. — Специалист отдела по привлечению клиентов ОсОО "Альфа Ширсфилд Аудит";
- 2006 — 2007 гг. — PR-менеджер отдела по связям с общественностью ОсОО "Альфа Маркетинг";
- 2007 — 2008 гг. — Менеджер по продажам, менеджер по поставкам ОсОО "Арвин";[33]
- 2008 — Исполнительный директор ОсОО "Тар-Суу";[34]
- 2008 — 2011 гг. —  Помощник генерального директора/главный специалист отдела по хранению и контролю за качеством/начальник управления внешнеэкономической деятельности и инвестиций/ начальник управления информации и анализа ОАО "Кыргызская агропродовольственная корпорация";[35]
- 2011 — 2013 гг. — Член правления/помощник президента — председателя правления ОАО "Международный аэропорт Манас";[36]
- 2013 — 2014 гг. — Генеральный директор золоторудной компании Gold King Plus;[37]
- 2014 — 2015 гг. — Исполнительный директор Кеминского цементного завода ZETH Cement, заместитель гендиректора по общим вопросам ОсОО "Шанфэн ЗЭТ Цемент".[38]

### Личная жизнь
Женат, отец двоих детей.

## Награды
- Памятный знак «МПА СНГ. 25 лет» (13 октября 2017 года) — за содействие в деятельности Межпарламентской Ассамблеи и её органов[39]